# CESAER
CESAER є некомерційною асоціацією університетів науки і техніки в Європі. CESAER було засновано 10 травня 1990 року в замку Аренберг у Левені, Бельгія. Асоціація налічує 58 науково-технічних університетів у 26 країнах. Назва CESAER була утворена як абревіатура від «Конференції європейських шкіл передової інженерної освіти та досліджень», але сьогодні використовується лише коротка форма CESAER.
Об’єднані навчальні заклади-члени асоціації мають понад 1,1 мільйона студентів і працюють понад 95 000 викладачів. Президентом на 2020–2022 роки є Рік Ван де Валле, ректор Гентського університету.

## Члени
| Country         | Institution(s) |
| --------------- | --- |
| Австрія         | - Graz University of Technology - Vienna University of Technology |
| Бельгія         | - Katholieke Universiteit Leuven - Université catholique de Louvain - Ghent University |
| Чехія           | - Brno University of Technology - Czech Technical University in Prague |
| Данія           | - Aalborg University |
| Естонія         | - Tallinn University of Technology |
| Фінляндія       | - Aalto University |
| Франція         | - Grenoble Institute of Technology - Institut national des sciences appliquées de Lyon - Paris Institute of Technology - Université Paris-Saclay |
| Німеччина       | - Leibniz University Hannover - RWTH Aachen - Technical University of Berlin - Darmstadt University of Technology - Dresden University of Technology - Karlsruhe Institute of Technology - Braunschweig University of Technology - University of Stuttgart |
| Угорщина        | - Budapest University of Technology and Economics |
| Ірландія        | - University College Dublin |
| Ізраїль         | - Technion – Israel Institute of Technology |
| Італія          | - Politecnico di Milano - Polytechnic University of Turin |
| Латвія          | - Riga Technical University |
| Литва           | - Kaunas University of Technology |
| Нідерланди      | - Delft University of Technology - University of Twente |
| Норвегія        | - NTNU Trondheim |
| Польща          | - Poznań University of Technology - Warsaw University of Technology - Gdańsk University of Technology |
| Португалія      | - Instituto Superior Técnico - Universidade NOVA de Lisboa - University of Porto |
| Румунія         | - Politehnica University of Bucharest |
| Росія           | - Tomsk Polytechnic University |
| Сербія          | - University of Belgrade |
| Іспанія         | - Polytechnic University of Madrid - Polytechnic University of Valencia - Polytechnic University of Catalonia |
| Швеція          | - Chalmers University of Technology - Royal Institute of Technology - Lund University LTH |
| Швейцарія       | - École Polytechnique Fédérale de Lausanne - ETH Zurich |
| Туреччина       | - Istanbul Technical University |
| Велика Британія | - The University of Sheffield - University of Southampton - University of Strathclyde - University of Surrey |